# Bloc Party
Bloc Party es un grupo británico de indie rock, compuesto por Kele Okereke (cantante, guitarra rítmica), Russell Lissack (guitarra principal), Justin Harris (bajo, sintetizadores, coros, glockenspiel) y Louise Bartle (batería, coros). Harris y Bartle, reemplazaron a Gordon Moakes y a Matt Tong en el bajo y la batería, quienes dejaron la banda en 2015 y 2013, respectivamente. Su música ha sido relacionada con bandas como The Cure, Mogwai, Siouxsie And The Banshees, y recientemente se les ha relacionado con Radiohead.
La banda fue formada en el Festival de Reading en 1999 por Okereke y Lissack. Moakes se unió a la banda tras responder a un aviso en la revista NME, mientras que Tong fue escogido a través de una audición. Okereke le dio una copia del demo "She's Hearing Voices" al DJ Steve Lamacq de la BBC Radio 1 y al cantante de Franz Ferdinand, Alex Kapranos.
En febrero del 2005 la banda lanzó su primer disco, Silent Alarm, el cual fue aclamado por la crítica y nombrado Álbum Indie del Año en los Premios PLUG del 2006, así como Álbum del Año de la revista NME en el 2005. Con el éxito de este disco, en el 2007 lanzaron su segundo álbum de estudio  A Weekend in the City, el cual llegó a ser número dos en el UK Albums Chart, y número 12 en el Billboard 200. En agosto de 2008, la banda lanzó su tercer disco, Intimacy, llegando al número 8 en el UK Album Chart y al número 18 en el Billboard 200 en su semana de lanzamiento. Posteriormente, en octubre de 2009, la banda se tomó un descanso y los miembros se enfocaron en sus proyectos alternos, reuniéndose en septiembre del 2011, y poco después lanzaron su cuarto disco, Four, el cual entró en tercera posición al UK Albums Chart. Hasta mayo del 2012, Bloc Party ha vendido dos millones de discos mundialmente.

## Historia

### Formación y éxito (1999-2004)
Russell Lissack y Kele Okereke se conocieron en 1998 en la ciudad de Londres. Posteriormente se encontraron nuevamente en 1999 en el Festival de Reading y decidieron formar una banda. Gordon Moakes se unió después de responder un anuncio en la revista NME, y el baterista Matt Tong se unió después de una audición. Después de pasar por una serie de nombres, como Union, The Angel Range y Diet, la banda tomó el nombre Bloc Party en septiembre de 2003. La banda ha declarado que el nombre no tiene la intención de ser una alusión al Bloque soviético o al partido político canadiense Bloc Québécois. Sin embargo, Moakes publicó en el foro oficial del grupo en Internet que el nombre es una unión del término oriental "bloque" ("Blocs" en inglés) y el occidental "partido" ("Parties" en inglés), en un sentido político. También señaló que el nombre no fue motivado explícitamente por la política, sino que se "veía, sonaba, parecía estar bien, así que fuimos con él".
En noviembre del 2003, la canción "The Marshals Are Dead" fue incluida en un disco compilación llamado The New Cross, lanzado por Angular Recording Corporation. Posteriormente lanzaron el sencillo "She's Hearing Voices" en el entonces incipiente sello discográfico Trash Aesthetics. La banda obtuvo su gran oportunidad después de que Okereke asistiera a un concierto de Franz Ferdinand en 2003 y le entregara una copia de "She's Hearing Voices" al cantante Alex Kapranos y al DJ Steve Lamacq de la BBC Radio 1, quien después reproduciría la canción en su programa de radio, llamándola "genial", e invitando al grupo a grabar una sesión en vivo para el programa. El bullicio generado por el sencillo llevaría al siguiente lanzamiento, "Banquet/Staying Fat", esta vez a través de Moshi Moshi Records, y posteriormente a firmar con el sello independiente Wichita Recordings en abril del 2004.

### Silent Alarm(2004-2006)
El álbum debut, Silent Alarm, fue lanzado en febrero del 2005 y recibió elogios de la crítica. Fue votado 'Álbum del Año' del 2005 por NME y alcanzó el número 3 en el UK Albums Chart antes de ser certificado como disco platino. El primer sencillo del álbum, "So Here We Are/Positive Tension", logró ubicarse en las primeras cinco posiciones en el UK Top 40. Los sencillos posteriores, "Banquet" (el cual fue listado en la posición 13º en el NME 'Top 50 Singles of 2005'), "Helicopter" y "Pioneers", fallaron en repetir el éxito, sin embargo, lograron entrar al UK Top 20. El video animado para "Pioneers", realizado por la agencia de diseño Shoreditch-based Minivegas, alcanzó la cima de la lista de videos de NME por cuatro semanas. La misma revista los etiquetó como "art-rock" en ese tiempo, pero la banda sintió este nombramiento muy limitado para su música.
La banda recibió reseñas positivas de la crítica estadounidense y realizaron una intensa gira en los 18 meses que siguieron al lanzamiento de Silent Alarm. A inicios del 2006, la banda terminó su tour con conciertos llenos en Los Ángeles, Miami y Berkeley. El álbum vendió más de 350 mil copias en Norteamérica y más de un millón a nivel mundial. Después de este éxito, la banda de música electrónica, The Chemical Brothers, colaboró con Okereke para la canción "Believe" de su disco Push the Button. Un disco de remixes de Silent Alarm fue lanzado a finales de agosto del 2005 en el Reino Unido. Este álbum, llamado Silent Alarm Remixed, contiene canciones del Silent Alarm e incluye remixes de Ladytron, M83, Death from Above 1979, Four Tet y Mogwai. Durante julio del 2005, Bloc Party grabó dos nuevas canciones con el productor de Silent Alarm, Paul Epworth. Las canciones fueron lanzadas como sencillo y su respectivo Lado B, llamado "Two More Years", para coincidir con el tour británico de la banda en octubre de 2005. El tour fue acompañado por una reedición de Silent Alarm que incluye "Two More Years" y el sencillo "Little Thoughts" como bonus tracks. Un remix de "Banquet", por The Streets, así como un video musical para la canción, fueron incluidos en el sencillo "Two More Years". Bloc Party también contribuyó con la canción "The Present" para la compilación con fines benéficos "Help!: A Day in the Life".

### A Weekend in the City(2006-2008)
El segundo álbum de Bloc Party, A Weekend in the City, fue producido por Garret "Jacknife" Lee. Fue lanzado en febrero del 2007, a pesar de ser filtrado en noviembre del 2006. Estuvo disponible para su descarga en la iTunes Store británica antes de su lanzamiento en físico, y alcanzó el segundo lugar en el UK Albums Chart, al igual que en las listas australianas y belgas. También debutó en la posición 12 en el Billboard 200, con 48 mil copias vendidas. El primer sencillo, "The Prayer", fue lanzado el 29 de enero y se convirtió en el sencillo de la banda que alcanzó la posición más alta en el British Top 40, alcanzando el número 4. Previo al lanzamiento del álbum, el DJ Zane Lowe de la BBC Radio 1 transmitió en vivo un set de la banda desde los estudios Maida Vale el 30 de enero de 2007, incluyendo una mezcla de canciones viejas y nuevas. El 1 de febrero de 2007, A Weekend in the City estuvo disponible para escuchar gratuitamente en la página oficial de MySpace de la banda.
El siguiente sencillo, "I Still Remember", fue el sencillo mejor ubicado de Bloc Party en las listas estadounidenses, alcanzando el número 24 en el Modern Rock Chart. Bloc Party lanzó su tercer sencillo, "Hunting for Witches" con su video musical en agosto del 2007. En octubre del mismo año, se anunció que el nuevo sencillo, "Flux", sería lanzado el 13 de noviembre, antes de los conciertos de final del año de la banda. La canción, también producido por Jacknife Lee, era bastante diferente de los sencillos previos, teniendo un estilo más electrónico.
El primer concierto de la banda posterior al lanzamiento de A Weekend in the City fue el 5 de febrero de 2007, en Reading, y fue transmitido en vivo por BBC 6 Music. El 20 de mayo de 2007, Bloc Party encabezó el escenario In New Music We Trust del BBC Radio 1 Big Weekend en Preston. También se presentaron el Live Earth del Reino Unido el 7 de julio de 2007 en el Wembley Arena. Además, la banda tocó sets en el T in the Park y el Oxegen 07 ese mismo fin de semana, así como la realización de presentaciones en los festivales de Glastonbury, Reading y Leeds, más tarde en 2007. Bloc Party anunció un tour en Australia y Nueva Zelanda en agosto del 2007, que incluía una aparición especial en el Splendour in the Grass Festival el 5 de agosto. El 17 de septiembre grabaron un set para el show PBS en el festival musical Austin City Limits. El 27 de octubre la banda interpretó en el London's The Roundhouse con el Exmoor Singers, un coro ubicado en Londres, como parte del BBC Electric Proms. El set incluyó canciones de los discos Silent Alarm y A Weekend in the City junto con la primera presentación en vivo de "Flux" en Gran Bretaña.

### Intimacy(2008-2009)
En agosto del 2008, "Mercury" fue lanzado como el primer sencillo del tercer álbum de Bloc Party. Producido una vez más por Jacknife Lee y Paul Epworth, Intimacy fue lanzado ese mes, estando disponible para su descarga tres días después de su anuncio. Más tarde, en ese mes la banda tocó en el Festival de Reading y Leeds, antes de encabezar el Hydro Connect Music Festival en Argyll, Escocia.
Durante el otoño del 2008, la banda realizó un tour en Norteamérica que incluyó una aparición en el Virgin Festival en Toronto, así como la primera aparición en un colegio estadounidense en la Syracuse University. Realizaron su regreso al Reino Unido el 30 de septiembre de 2008 con un concierto especial en Londres como parte del evento Q Awards: The Gigs. También se presentaron en la fecha del MTV2 y Topman "Gonzo on Tour" de Glasgow el 19 de octubre de 2008. El siguiente sencillo, "Talons" fue lanzado en octubre del 2008. La canción no formaba parte de la preventa del álbum, pero sí fue incluida en el lanzamiento del disco, y estuvo disponible gratuitamente para quienes compraron el álbum por descarga. Un disco de remixes de todas las canciones de Intimacy, Intimacy Remixed, fue lanzado en mayo del 2009. La banda realizó su primer tour en el Reino Unido desde diciembre del 2007 en octubre del 2009, llamándolo "Bloctober".

### One More Chance y descanso (2009-2011)
En julio del 2009, Okereke declaró que la banda no tenía un contrato para grabar algún disco y no tenían la obligación ni la presión para lanzar un nuevo álbum en el futuro cercano, también llegó a sugerir que el lanzamiento del cuarto álbum no tenía un lanzamiento definido. Un nuevo sencillo, "One More Chance", fue lanzado en agosto del 2009. La canción no apareció en el álbum Intimacy y fue producida por Jacknife Lee. Después de esto, el grupo se tomó un descanso con los integrantes inseguros de si seguirían adelante.
Durante ese periodo, Lissack revivió su proyecto Pin Me Down y se unió a la alineación en vivo de la banda de rock irlandesa Ash, como guitarrista en el tour A-Z Series. Moakes formó el grupo Young Legionnaire con Paul Mullen, vocalista y guitarrista de The Automatic, y William Bowerman, baterista de La Roux, lanzando el sencillo "Colossus" en agosto del 2010. Okereke publicó un álbum solista, The Boxer, en junio del 2010. Producido por Hudson Mohawke y XXXChange, su lanzamiento fue precedido por el sencillo "Tenderoni". Los rumores en el 2011 sugerían que Okereke había abandonado el grupo para enfocarse en su trabajo como solista, siendo negado por los otros miembros de la banda.

### Four, The Nextwave Sessions y descanso (2011-2014)
Bloc Party comenzó a escribir nuevo material para su cuarto álbum en 2011, pero tomaron la decisión de no tocar en vivo. Durante ese tiempo, Okereke terminó su nuevo EP, llamado The Hunter. El grupo declaró su intención de lanzar un nuevo disco en 2012, y en mayo del mismo año anunciaron Four que se publicó el 20 de agosto de 2012, después de ponerlo a disposición para escucharlo en línea una semana antes de su publicación. El álbum fue grabado con Alex Newport, quien anteriormente había trabajado con At The Drive In y The Mars Volta en la ciudad de Nueva York. Bloc Party lanzó "Octopus" en julio, seguido por "Day Four", "Kettling" y "Truth", este último el 25 de febrero de 2013. Four alcanzó el tercer puesto en el UK Albums Chart y el número 36 en el Billboard 200.
La banda estrenó nuevo material durante su gira del 2013 por Norteamérica, incluyendo "Children of the Future" en el Rams Head Live!, "Ratchet" en The Pageant, "Montreal" en el Ogden Theatre y "X-cutioner" en el Mr. Smalls Theater en Pittsburgh. Lissack confirmó posteriormente los planes de la banda de publicar un nuevo EP en el "verano del hemisferio norte". Le dijo a Marc Zannoti del sitio australiano MusicFeeds que el nuevo material no sería "como una continuación del disco que acabamos de hacer, es una cosa completamente diferente [...] el siguiente paso, la siguiente evolución". "French Exit" recibió su debut en vivo en el Crystal Ballroom el 24 de mayo de 2013. Una parte del nuevo material se publicará en The Nextwave Sessions, un EP anunciado el 25 de junio y con fecha de lanzamiento el 12 de agosto a través de Frenchkiss Records. The Nextwave Sessions finalmente fue lanzado el 19 de agosto de 2013, incluyendo 5 nuevas canciones y un bonus track para la iTunes Store. También se anunció que una nueva edición del disco Four incluyendo The Nextwave Sessions sería lanzada el 26 de agosto de 2013.
Lissack le dijo a un periódico canadiense, National Post, que la banda planeaba tomar un descanso indefinido después a su participación en el Latitude Festival el 19 de julio.

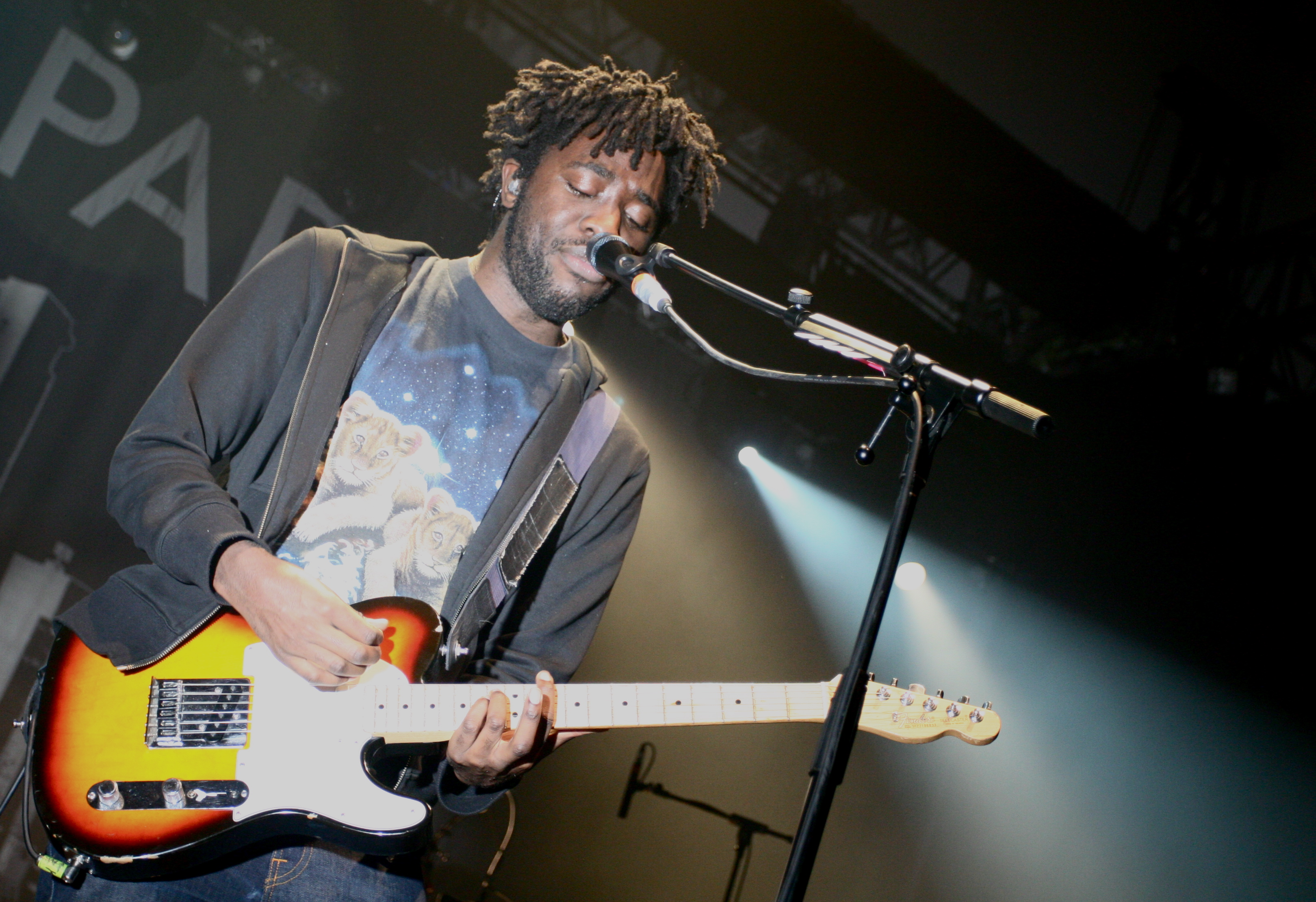
Okereke en un acto en vivo en Barcelona, España.

### Hymns(2014-2019)
En una actuación en Maida Vale, Bloc Party hizo en "The Good News", su debut en vivo; horas más tarde, "The Love Within" fue presentado con "Hottest Record in the World" por Annie Mac en la BBC Radio 1. Okereke reveló que el quinto álbum de la banda se llamaría Hymns. El lanzamiento del álbum fue confirmado más tarde en las redes sociales el 29 de enero de 2016.
Más tarde, en 2016, la banda lanzó el sencillo independiente 'Stunt Queen' para marcar su actuación en el Hollywood Bowl, que según Okereke fue un "hito importante" para la banda. Es uno de los primeros materiales nuevos que presentaban a Justin y Louise como coautores.
En marzo de 2018, la banda anunció una serie de espectáculos con una gira de su álbum 'Silent Alarm' que se reproduciría en su totalidad. Debido al éxito de esta corta gira, Bloc Party anunció nuevas fechas en 2019 con la reproducción de pistas de todo su debut.

### Alpha Games(2020-presente)
El 22 de enero de 2020, Okereke anunció en sus cuentas personales de redes sociales que Bloc Party había comenzado a escribir un nuevo álbum.
El 22 de septiembre de 2021, Bloc Party publicó en su cuenta oficial de Twitter un adelanto del progreso de la lista de canciones / grabación de su sexto álbum de estudio que se lanzará próximamente.
El 23 de noviembre de 2021, Bloc Party lanzó el primer sencillo "Traps" de su sexto próximo álbum de estudio Alpha Games. El álbum se lanzará el 22 de abril de 2022.

## Estilo musical
El estilo de Bloc Party ha sido influenciado por bandas como The Cure, Joy Division, Sonic Youth, Blur y The Smiths. Okereke también ha declarado que el álbum Mogwai Young Team de la banda Mogwai cambió su vida, siendo su "año cero" musical. Okereke también citó a Suede como una influencia importante, diciendo que Dog Man Star fue el primer disco del que se enamoró. Se realizaron múltiples comparaciones entre Bloc Party y Gang of Four, sin embargo la banda dijo sentirse "ligeramente furiosos" con tales comparaciones, declarando que nunca les había "gustado particularmente" Gang of Four. Para conseguir su estilo único, la banda implementa numerosos retardos y otros efectos de pedales. Su estilo ha sido comparado e inspirado por bandas como Radiohead, U2, Depeche Mode, y Björk. Algunos de los cambios más notorios entre el disco debut, Silent Alarm, y A Weekend in the City, es que las canciones se hicieron más complejas y trabajadas debido a la inclusión de arreglos de cuerdas.
Con el lanzamiento de "Flux", el estilo de Bloc Party se hizo más diverso con la inclusión de música electrónica. "Mercury" fue un distanciamiento aún mayor entre la tradicional banda con guitarras al experimentar con sonidos electrónicos más oscuros y una sección de cobres inspirado por Siouxsie And The Banshees. El tercer álbum de la banda, Intimacy, también incluye sintetizadores, sonidos de batería procesados y con bucles, manipulación vocal y arreglos corales. Incluso siendo el álbum fuertemente influenciado por la música electrónica, la banda no ha perdido su sonido característico de guitarras. En una reciente entrevista, Okereke declaró que la banda está comenzando a extrañar su sonido más tradicional, y confirmó que era el destino al que su cuarto disco podía llegar. Sin embargo, Tong lo contradijo, diciendo: "Hay una posibilidad de que regresemos a arreglos más ortodoxos o sonidos que se asemejen más a una banda tradicional pero no creo que vayamos a escribir canciones que suenen como las de Silent Alarm de nuevo."

### Premios y nominaciones
Bloc Party ha sido nominado numerosamente a diferentes premios durante su carrera musical. Fueron nominados a 'Mejor Artista Nuevo' en el 2005 por los NME Awards, y también a 'Mejor Acto Alternativo' en los MTV Europe Music Awards del mismo año. En el 2006 fueron nominados a otro NME Award, en la categoría 'Mejor banda Británica'. Fueron preseleccionados para tres PLUG Awards: 'Nuevo Artista del Año' en 2005, y 'Artista del Año', 'Acto en Vivo del Año' en 2006. En los decimonovenos GLAAD Media Awards del 2008, fueron nominados en la categoría 'Artistas Musicales' por su trabajo en el segundo disco A Weekend in the City.
Su álbum debut fue nominado a los Mercury Music Prize del 2005 y ganó el NME Award por 'Mejor Álbum'. Fue nominado al premio 'Disco del Año' en tres diferentes premiaciones: el New Pantheon Music Award, los NME Awards del 2006 y los PLUG Awards del 2006, donde "Helicopter" contendía por 'Mejor video musical'. El disco ganó el premio 'Mejor Álbum de Indie Rock en los PLUG Awards del 2006. En los NME Awards del 2008, "Flux" fue nominado en tres diferentes categorías: 'Mejor Canción', 'Mejor video' y 'Best Dancefloor Filler'.

## Miembros
Miembros actuales
- Kele Okereke - Vocalista principal y guitarra rítmica (1999-presente)
- Russell Lissack - Guitarra principal (1999-presente)
- Justin Harris - Bajo y coros (2015-presente)
- Louise Bartle - Batería, percusión y coros (2015-presente)

Miembros anteriores
- Gordon Moakes - Bajo y coros (2001-2015)
- Matt Tong  - Batería, percusión y coros (2001-2013)

## Discografía
| Álbumes de estudio - 2005: Silent Alarm - 2007: A Weekend in the City - 2008: Intimacy - 2012: Four - 2016: Hymns - 2022: Alpha Games | EPs - 2004: Bloc Party - 2004: Little Thoughts - 2013: The Nextwave Sessions |